# Yamaha TTR 250
La Yamaha TTR 250 es una motocicleta de enduro del fabricante japonés Yamaha Motor Company, producida entre 1999 y 2006. Posee chasis ligero y un motor DOHC de cuatro tiempos de 30 caballos de potencia, diseño ultracompacto, refrigerado por aire, 6 velocidades y arranque eléctrico. Está equipada con suspensión trasera tipo motocross, neumáticos polivalentes de alta tracción y frenos de disco delantero y trasero.
Inicialmente vendida en Argentina (donde dejó de importarse), se siguió comercializando en Chile, donde se le incorporaron algunas mejoras, como tanque de plástico y pedal de arranque. A los primeros modelos se les llamaba Open Enduro, y tenían llantas anodizadas lilas y cuadro de color azul.
Sus características la hacen adecuada para el uso en cuerpos de policía en varios países del mundo.
Su competencia directa es la Honda XR 250.